# محطة مياه كوبنهاغن

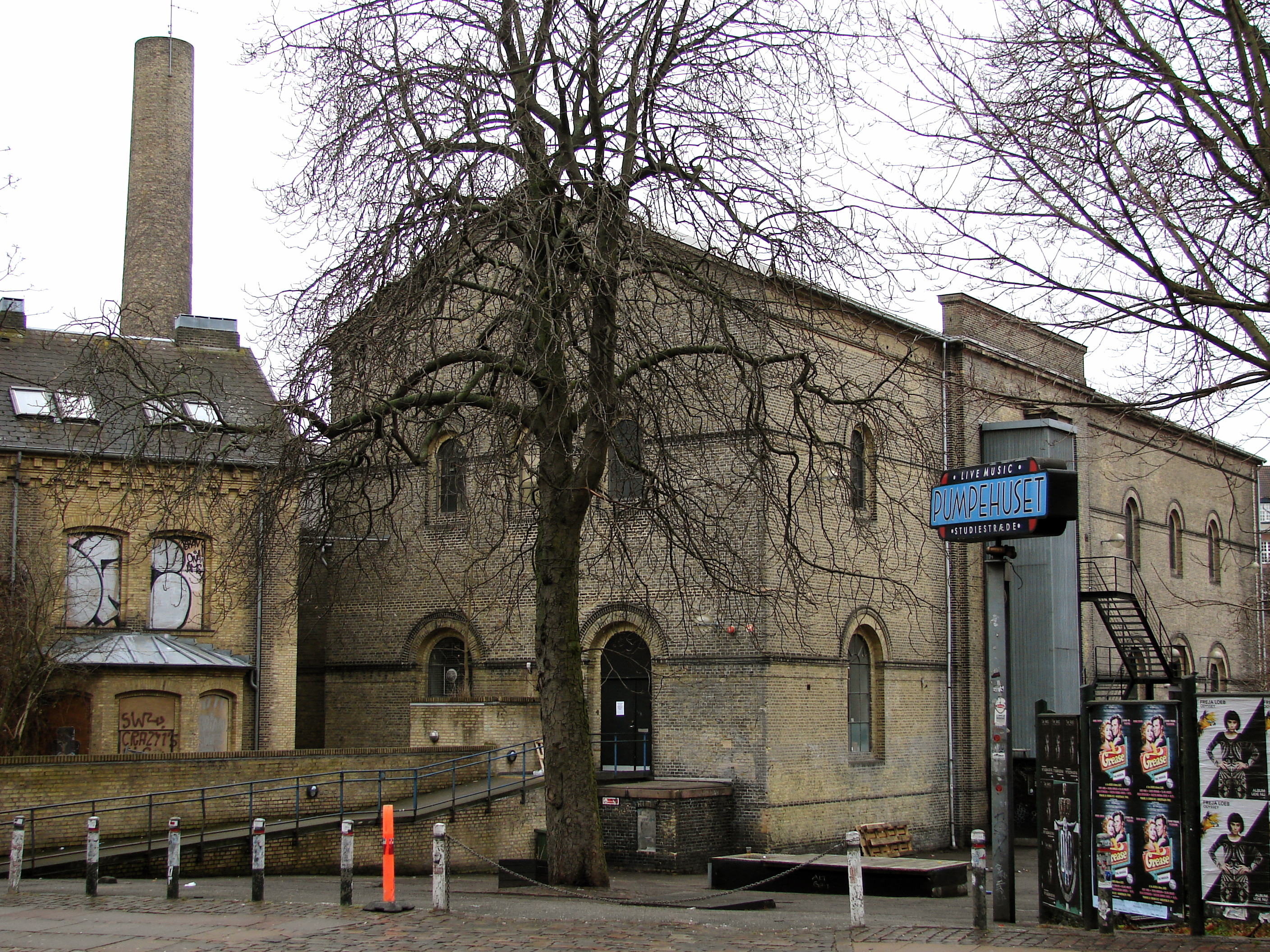

محطات المياه في كوبنهاغن (الدنماركية: Københavns Vandvlrk)
افتُتِحت في عام 1859 في كوبنهاغن ، الدنماركر يقع في Studiestræde ، بين Axeltorv و H. C. Andersens Boulevard ، كان أول محطات المياه في الدنمارك واستمر في عملياته حتى عام 1951. تم تعيين المجمع كموقع تراث صناعي في عام 2007 وتم إدراجه في عام 2010. منزل المحرك السابق هو الآن موطن لمكان الحفلة الموسيقية Pumpehuset.  المباني الأخرى تحتوي على رعاية نهارية.

## تاريخها
كانت إمدادات المياه في كوبنهاغن حتى النصف الثاني من القرن التاسع عشر على أساس المياه السطحية من بحيرة داموس.  جعل السد على Harrestrup Å على طريق Roskilde من الممكن قيادة المياه عبر Grøndalsåen و Ladegårdsåen إلى Sortedam وبحيرات Pebling 
كانت محطة مياه كوبنهاجن من أوائل المباني التي تم بناؤها خارج أسوار مدينة كوبنهاغن القديمة.  نتج ترتيب المباني الفردية ، التي تبدو عشوائية اليوم ، عن البناء على رافلين سابق.  تم تشكيل لجنة في عام 1847 للتحقيق في التحسينات المحتملة لإمدادات المياه في كوبنهاغن ، لكن تفشي وباء الكوليرا في كوبنهاجن عام 1853 جعل السياسيين يتخذون إجراءات.  تم تكليف شركة Cochrane & Co البريطانية بالتصميم والبناء والتصميم العام للنظام ، بينما قام المهندس المعماري Niels Sigfred Nebelong بتصميم المباني الفردية. كما قامت شركة Cocrane & Co أيضًا ببناء أول أعمال الغاز في المدينة.
 أسس مؤسس Carlsberg J.C. Jacobsen حجر الأساس في 16 مايو 1857 وتم افتتاح محطات المياه في 9 أغسطس 1859.
احتوت محطة الضخ الجديدة على ثلاثة محركات بخارية كبيرة دفعت المضخات.  أنتجوا قدرة مجتمعة 300 حصان.  استخرجت المياه من البحيرات حول كوبنهاغن وكذلك المياه الجوفية واستخدمت خزان ارتفاع في Søndermarken تم زيادة السعة في 1875 و 1889. وتوقفت أعمال المياه في عام 1951.

## هندسة معمارية
جميع المباني الأصلية مبنية من الطوب الأصفر مع نوافذ مقوسة ولها أسقف أردوازية.  تقع محطة الضخ في وسط الموقع وتتكون من بيت آلي مكون من طابقين ومنزل من طابق واحد متصل ببعضهما البعض بالإضافة إلى بيت فحم صغير على الجانب الجنوبي من بيت المرجل.  المدخنة من عام 1929. كان ارتفاعها في الأصل 43 مترًا ، ولكن تم تقصيرها بمقدار 10 أمتار لأسباب أمنية.
المباني الأخرى عبارة عن مساكن للمفتش والموظفين الفنيين ، وهي بوابة نصف خشبية (1887 ، لودفيج فينجر) وثلاثة مباني إدارية ، أصغرها يعود إلى عام 1951.

## اليوم
يستخدم مكان الموسيقى محطة الضخ المركزية منذ عام 1987. المباني الأخرى قيد التحول إلى روضة أطفال

## روابط أخرى
første vandværk, text and images
في الدنمارك